# قیفی بی‌الگو
قیفی بی‌الگو گونه‌ای از حلزون درنده دریایی است. این گونه در سرده حلزون‌های قیفی قرار دارد.

## زیستگاه
مجمع‌الجزایر چاگوس، سواحل ماداگاسکار، خلیج بنگال، اطراف جزیره فیجی و جزایر مارشال زیستگاه این جانور دریایی است.

## نگارخانه

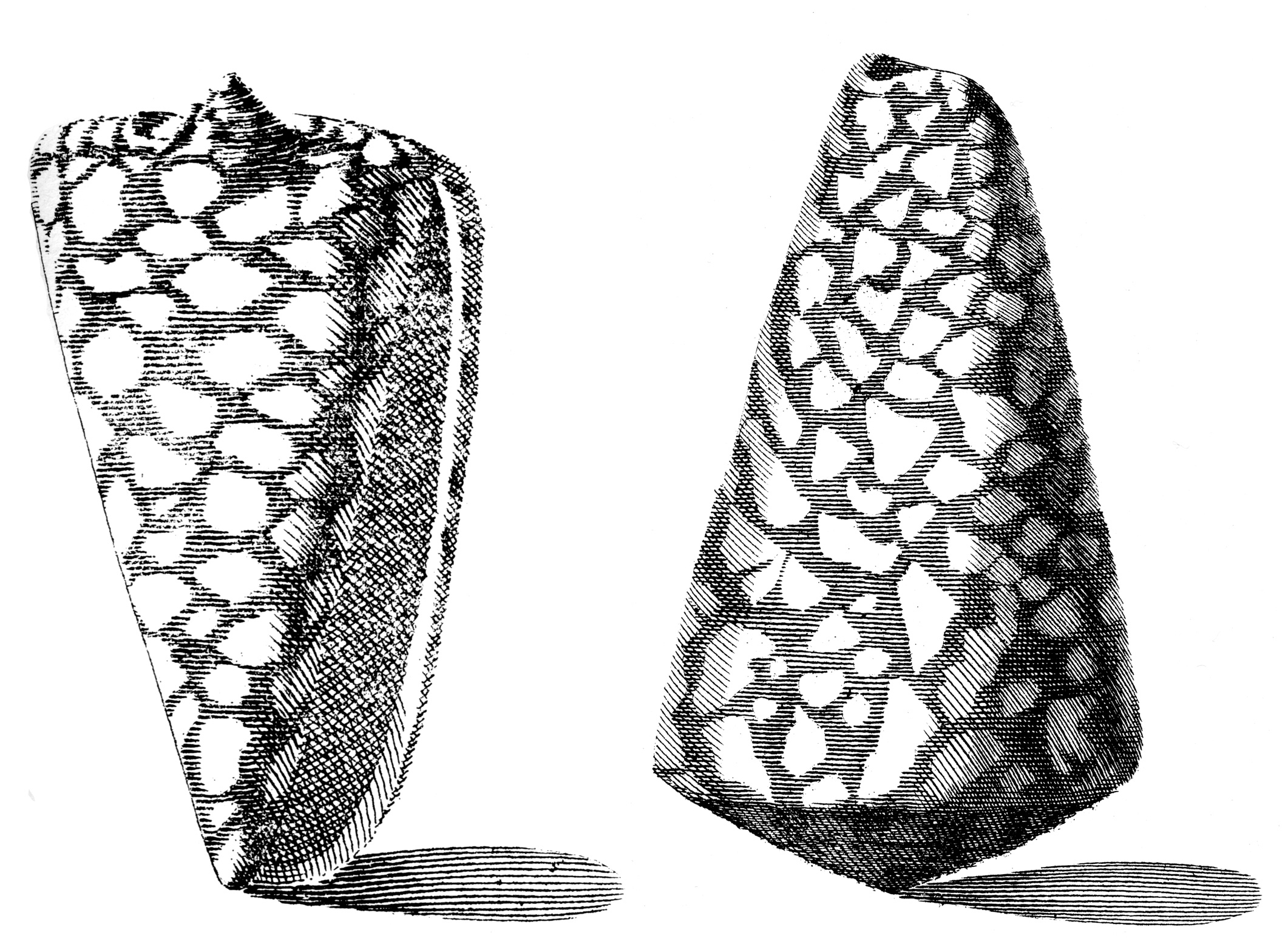
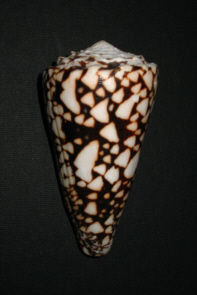
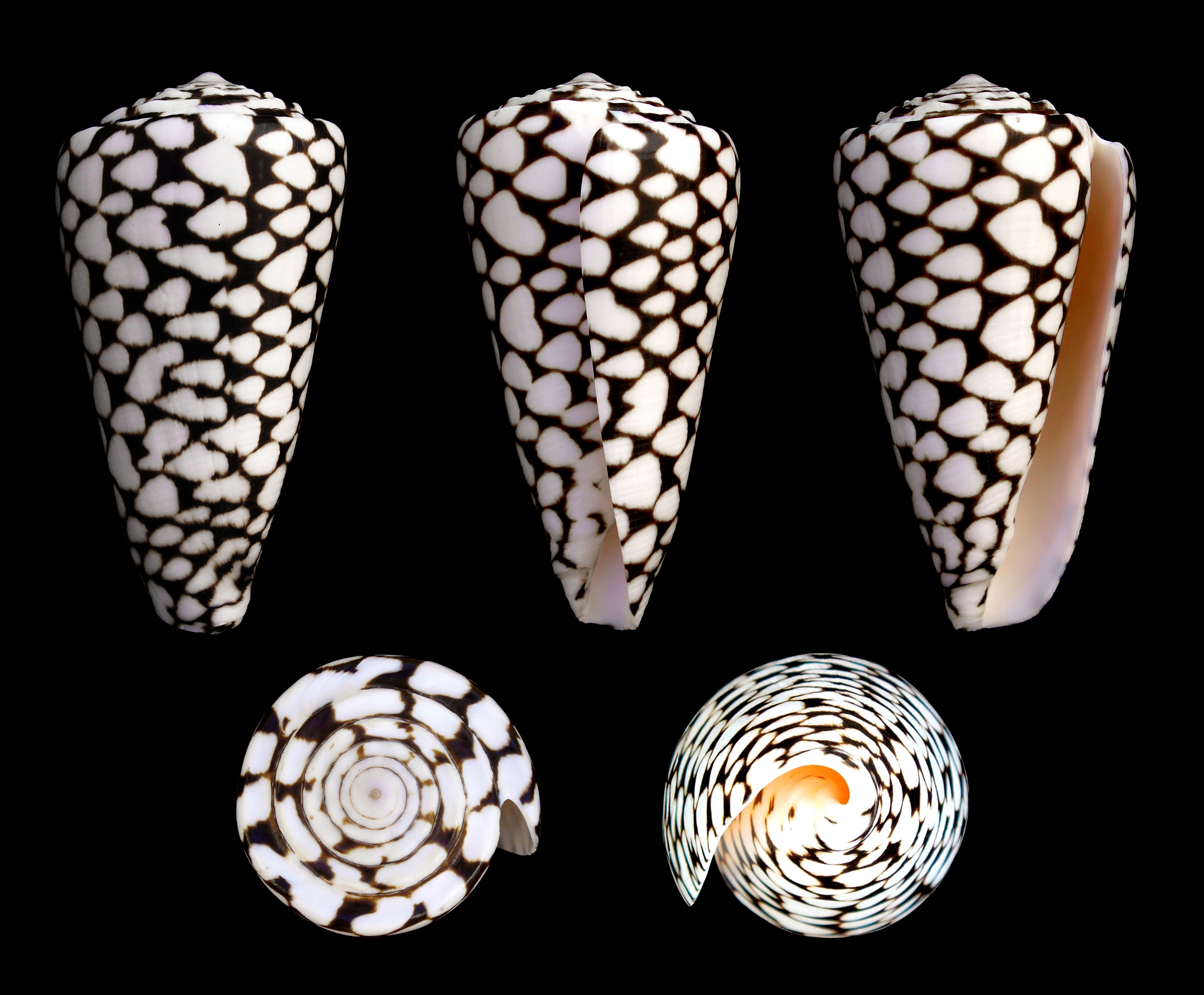
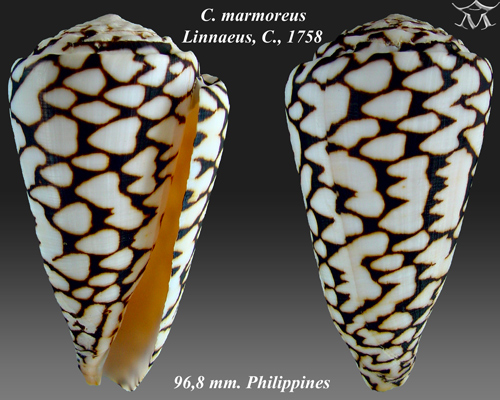
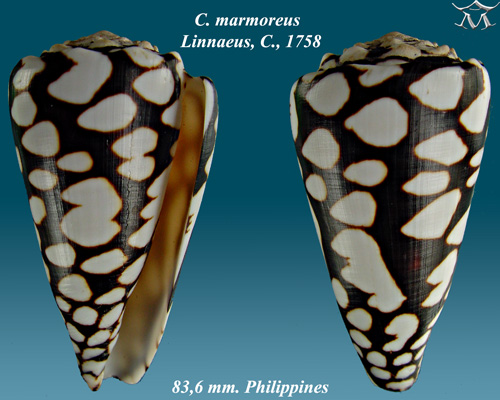
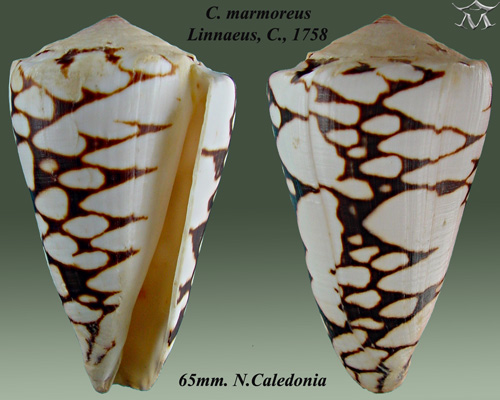
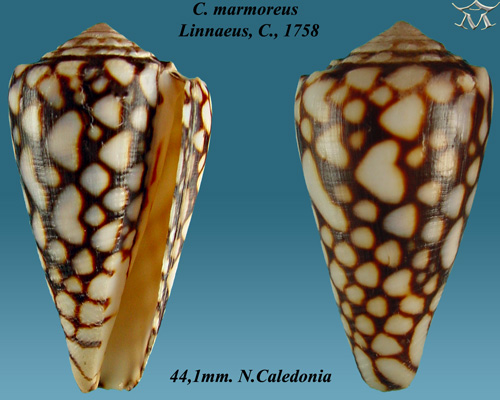
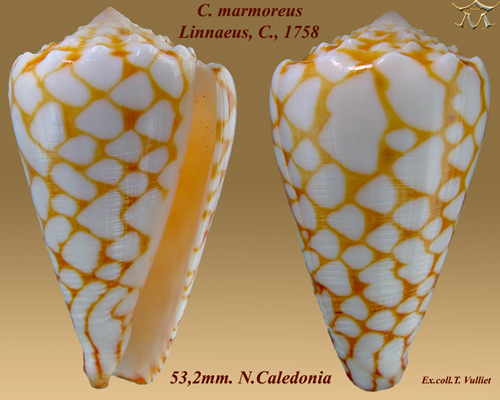